# Diocesi di Pingliang
La diocesi di Pingliang (in latino: Dioecesis Pimliamensis) è una sede della Chiesa cattolica in Cina suffraganea dell'arcidiocesi di Lanzhou. La sede è vacante.

## Territorio
La diocesi comprende parte della provincia cinese di Gansu.
Sede vescovile è la città di Pingliang.

## Storia
La prefettura apostolica di Pingliang fu eretta il 25 gennaio 1930 con il breve Longinquis in regionibus di papa Pio XI, ricavandone il territorio dal vicariato apostolico di Qinzhou (oggi diocesi di Tianshui).
Il 24 giugno 1950 la prefettura apostolica è stata elevata al rango di diocesi con la bolla Indefesso constantique di papa Pio XII.
Nel 1988 è stato nominato vescovo "ufficiale" appartenente all'Associazione patriottica cattolica cinese Philippe Ma Ji, deceduto l'11 febbraio 1999. Gli è succeduto, dal 5 settembre 1999, un vescovo "clandestino", Nicholas Han Jide, consacrato clandestinamente nel settembre 1996 dal medesimo Ma Ji, che più tardi lo aveva scelto come suo successore.
Il 28 luglio 2021 è stato consacrato il vescovo coadiutore Antonio Li Hui, quinto vescovo dalla firma dell'accordo provvisorio tra Santa Sede e Repubblica popolare cinese nel settembre 2018; papa Francesco aveva dato l'assenso alla nomina l'11 gennaio precedente.

## Cronotassi dei vescovi
Si omettono i periodi di sede vacante non superiori ai 2 anni o non storicamente accertati.
- Ignacio Gregorio Larrañaga Lasa, O.F.M.Cap. † (29 aprile 1930 - 18 febbraio 1975 deceduto)
  - Sede vacante
  - Philippe Ma Ji † (16 marzo 1987 consacrato - 11 febbraio 1999 deceduto)
  - Nicholas Han Ji-de, succeduto l'11 febbraio 1999